# Szlak Entnera-Doudoroffa

Schemat szlaku Entnera-Doudoroffa

Szlak Entnera-Doudoroffa – szereg reakcji biochemicznych prowadzący do przekształcenia cząsteczki glukozy do dwóch cząsteczek pirogronianu. Jest to szlak alternatywny do glikolizy. W wyniku takiego przekształcenia powstaje po jednej cząsteczce ATP, NADH i NADPH. Dla porównania, w glikolizie zyskiem netto przekształcenia cząsteczki glukozy są po dwie cząsteczki ATP i NADH. 
Glukoza zostaje przekształcona do glukozo-6-fosforanu z udziałem heksokinazy i ATP. Następnie dehydrogenaza glukozo-6-fosforanowa katalizuje powstanie z niego 6-fosfoglukonianu oraz NADPH z NADP+. Kolejny enzym dehydrataza 6-fosfoglukonianowa katalizuje powstanie 2-keto-3-deoksy-6-fosfoglukonianu (KDPG). Pod wpływem aldolazy KDPG powstaje z tego związku cząsteczka pirogronianu oraz cząsteczka aldehydu 3-fosfoglicerynowego, który również przekształcany jest do pirogronianu w reakcjach podobnych do tych występujących w glikolizie.
Szlak ten funkcjonuje wyłącznie u niektórych bakterii, np. Acetobacter, Gluconobacter, Pseudomonas, Rhizobium, E. coli. Dzięki niemu bakterie nie posiadające enzymów szlaku glikolizy mogą metabolizować glukozę, a ponadto umożliwia metabolizm takich związków jak glukoniany, które mogą być zużywane nawet w obecności glukozy.